# Apaturion
Apaturion (altgriechisch Ἀπατουριών) war ein Monat in mehreren antiken griechischen Kalendern, die auf dem ionischen Kalender fußen. 
Der Monat ist inschriftlich für die Kalender von Tenos, Delos und Priene, sowie in Iasos, Olbia, Kyzikos und Samos bezeugt. 
Auf Delos stand er zwischen dem Buphonion und dem Posideon, auf Tenos folgte der Apaturion dem Buphonion und stand möglicherweise vor dem Aresion. Da zwischen Buphonion und Aresion zwei Monate liegen, von denen einer nicht bekannt ist, bleibt unklar, an welcher Stelle er sich genau befindet. In Priene liegt er zwischen dem Pyanopsion und dem Poseideon. Im attischen Kalender, dem Referenzkalender für ionische Lokalkalender, wird er demnach mit dem Maimakterion oder dem Pyanopsion gleichgesetzt, die im julianischen Kalender etwa den Monaten Oktober und November entsprechen.
Der Name des Monats wird auf das gesamtionische Initiationsfest Apaturia zurückgeführt, das in Athen mehrere Tage lang im Monat Pyanopsion gefeiert wurde.